# Грундэ, Андрей Яковлевич
Андрей Яковлевич Грундэ (1859 — ?) — русский военный деятель, полковник. Герой Первой мировой войны.

## Биография
В 1879 году после окончания Рижского коммерческого училища вступил в службу. В 1886 году после окончания Рижского пехотного юнкерского училища по I разряду произведён в подпоручики и выпущен в Устюжский 104-й пехотный полк. 
В 1890 году произведён в поручики, в 1900 году в штабс-капитаны, в 1901 году в капитаны, в 1913 году в подполковники. С 1914 года участник Первой мировой войны командир батальона Устюжского 104-го пехотного полка. В 1916 году за боевые отличия произведён в полковники — командир 87-го пехотного запасного полка.

Высочайшим приказом от 10 июня 1915 года за храбрость награждён орденом Святого Георгия 4-й степени:
За то, что в бою 14 февраля 1915 года, командуя батальоном и будучи под сильнейшим артиллерийским, ружейным и пулемётным огнём, после упорного боя овладел высотою 100,3. Удержал её после троекратного перехода из рук в руки, чем и оказал решительное влияние над одержанием победы над противником

Высочайшим приказом от 12 июня 1915 года за храбрость награждён Георгиевским оружием: 
За то, что   в ночь с 16 на 17 ноября 1914 года при атаки укреплённой позиции противника у п. Гловно, во главе вверенного ему батальона, не взирая на губительный артиллерийский, пулемётный и ружейный огонь противника, неустрашимо двигался вперёд, ворвался на позицию и утвердился на указанном ему участке, этой энергичной атакой заставил противника отступить по всей линии и отойти за р. Мрогу, чем дал возможность двинутся вперёд остальным частям, наступавшим правее и залёгшим под картечным огнём противника

## Награды
- Орден Святого Станислава 3-й степени (ВП 1904)
- Орден Святой Анны 3-й степени с мечами и бантом (ВП 1910; Мечи — ВП 07.08.1916)
- Орден Святого Станислава 2-й степени с мечами (Мечи — ВП 25.05.1915)
- Орден Святой Анны 2-й степени с мечами (Мечи — ВП 03.05.1916)
- Орден Святого Георгия 4-й степени (ВП 10.06.1915)
- Орден Святого Владимира 4-й степени с мечами и бантом (ВП 06.07.1915)
- Георгиевское оружие (ВП 12.06.1915)